# Kami, Hyōgo (Mikata)

Kami (香美町 Kami-chō?) este un oraș în Japonia, în districtul Mikata al prefecturii Hyōgo.